# ویپکه
ویپکه (به آلمانی: Wiepke) یک منطقهٔ مسکونی در آلمان است که در گراده‌لگن واقع شده‌است. ویپکه ۲۲۴ نفر جمعیت دارد.